# N719 (België)
De N719 is een gewestweg in de Belgische provincie Limburg. Deze weg vormt de verbinding tussen Heusden en Meeuwen.
De totale lengte van de N719 bedraagt ongeveer 20,5 kilometer.

## Geschiedenis
In 2024 werd bekend dat het deel van de
N715 (Koolmijnlaan) aan de vroegere steenkoolmijn van Zolder in Heusden-Zolder overgedragen wordt aan de gemeente die dit deel van 1,3 kilometer wil ontharden en vergroenen. In ruil wordt de Mijnwerkerslaan, aan de achterkant van de mijnterreinen, een gewestweg.

## Plaatsen langs de N719
- Heusden
- Helchteren
- Meeuwen

## N719a
De N719a is een aftakking van de N719 bij Helchteren. De 800 meter lange route gaat over de De Ramp en Kraanbergstraat.